# شهرستان تونگشین
شهرستان تونگشین (به لاتین: Tongxin County) یک شهرستان‌های جمهوری خلق چین در چین است که در ووژانگ واقع شده‌است.